# Bataillon Sparta
Le bataillon Sparta (russe : батальон «Спарта») est un groupe militant rebelle de la république populaire de Donetsk (RPD) autrefois dirigé par le militant d'origine russe Arsen Pavlov (surnommé Motorola) jusqu'à son assassinat en octobre 2016. Le nouveau chef du groupe devient Vladimir Joga (russe : Владимир Жога, surnommé Voha), un combattant de la RPD de Sloviansk, jusqu'à sa mort le 5 mars 2022 à Volnovakha, Ukraine,. Le bataillon a participé à la bataille d'Ilovaisk et à la deuxième bataille de l'aéroport de Donetsk et à plusieurs autres,.

## Historique
Selon des sources ukrainiennes, l'unité a été formée en août 2014 à Donetsk sur la base de la troupe antichar / MG précédemment existante dirigée par Pavlov qui aurait auparavant participé à la bataille d'Ilovaisk avec les forces "volontaires" d'Igor Guirkine, dit Strelkov,.
En 2015, les quasi-États ainsi nommés LNR/DNR et toutes leurs « unités militaires » ont été désignés comme « organisations terroristes » par la Cour suprême d'Ukraine,. Depuis lors le service de sécurité ukrainien cherche à interpeller les membres de ses unités,.

### Chronologie des batailles
En 2014, le bataillon a participé à la bataille d'Illovaïsk.
En 2015, ils ont combattu lors de la deuxième bataille de l'aéroport de Donetsk à Chyrokyne.
En janvier 2015, ils ont participé à la bataille de Debaltseve.
En mars 2016, ils étaient dans l'escarmouche armée à Dokuchaievsk.
En septembre 2016, le groupe a été déployé dans la république populaire de Lougansk afin d'empêcher un coup d'État anticipé.
L'unité est engagée lors de l'invasion de l'Ukraine par la Russie en 2022. En mars 2022, le commandant du groupe, le colonel Vladimir Joga, a été tué à Volnovakha. Il a reçu à titre posthume le titre de héros de la fédération de Russie par le président russe Vladimir Poutine.

### Affaire Branovytsky
En avril 2015, le directeur adjoint russe d'Amnesty International pour l'Europe et l'Asie centrale, Denis Krivosheev, a accusé le chef du groupe Arsen Pavlov (ou « Motorola ») d'avoir tué et torturé des prisonniers de guerre ukrainiens,. Selon lui, Pavlov a personnellement admis dans l'interview au Kyiv Post qu'il avait tué l'Ukrainien Ihor Branovytsky (uk) qui était prisonnier de guerre au moment de sa détention et qui, ayant subi plusieurs blessures au visage, ne pouvait pas marcher. Dans un enregistrement - dont l'authenticité est controversée - publié sur YouTube en avril 2015 qui présente à la fois les voix du journaliste de Kyiv Post et la voix qui appartiendrait à Motorola, on peut entendre que ce dernier prétend avoir tué 15 prisonniers lorsque le journaliste l'a interrogé sur Branovitsky. Amnesty a demandé une enquête approfondie sur le crime. Auparavant, en février 2015, le SSU ukrainien avait ouvert une enquête sur les allégations,. En juin, un responsable ukrainien a rapporté qu'Interpol avait refusé d'inscrire le suspect Motorola sur la liste des personnes recherchées en raison de la "nature politique de l'affaire Motorola",.

## Adhésion
Les noms des membres ont été publiés sur Facebook le 5 avril 2015 par Vyacheslav Abroskin, chef de la police de l'oblast de Donetsk. Au moins 40 noms ont été répertoriés.

## Idéologie
Le bataillon Sparta est considéré comme l'une des milices séparatistes les plus efficaces et est décrit comme étant associé au néonazisme en matière d'idéologie,,.

## Symbologie
Bien qu'ils n'aient jamais été officiellement confirmés, le nom et le symbole du bataillon semblent avoir été pris comme une référence au "Spartan Order" fictif de la série de science-fiction de l'univers Metro de Dmitry Glukhovsky, aux côtés de l'ancien drapeau de l'Empire russe.

## Galerie d'images

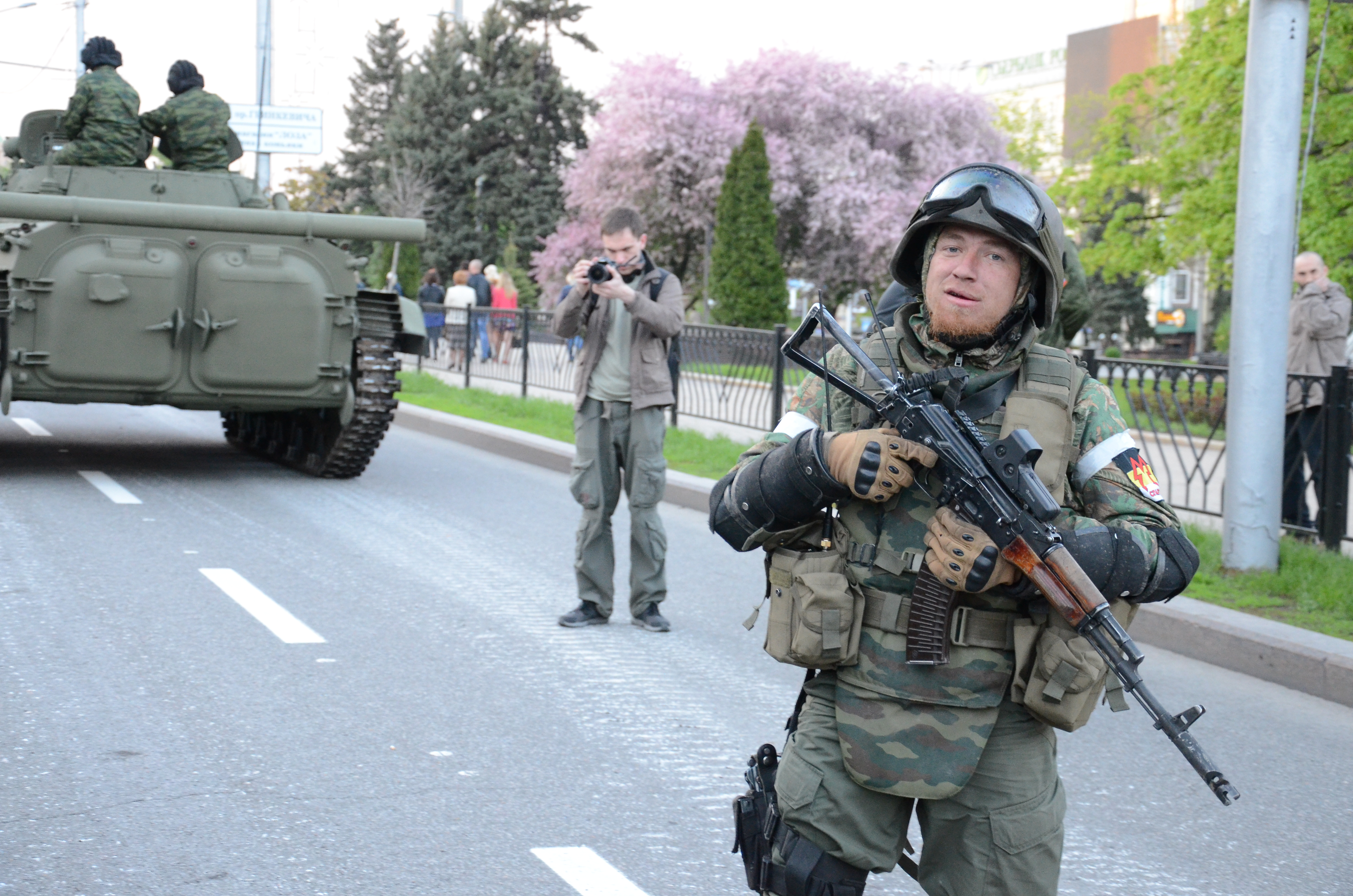
Premier chef de la troupe se préparant à participer au défilé de la Victoire en 2015.
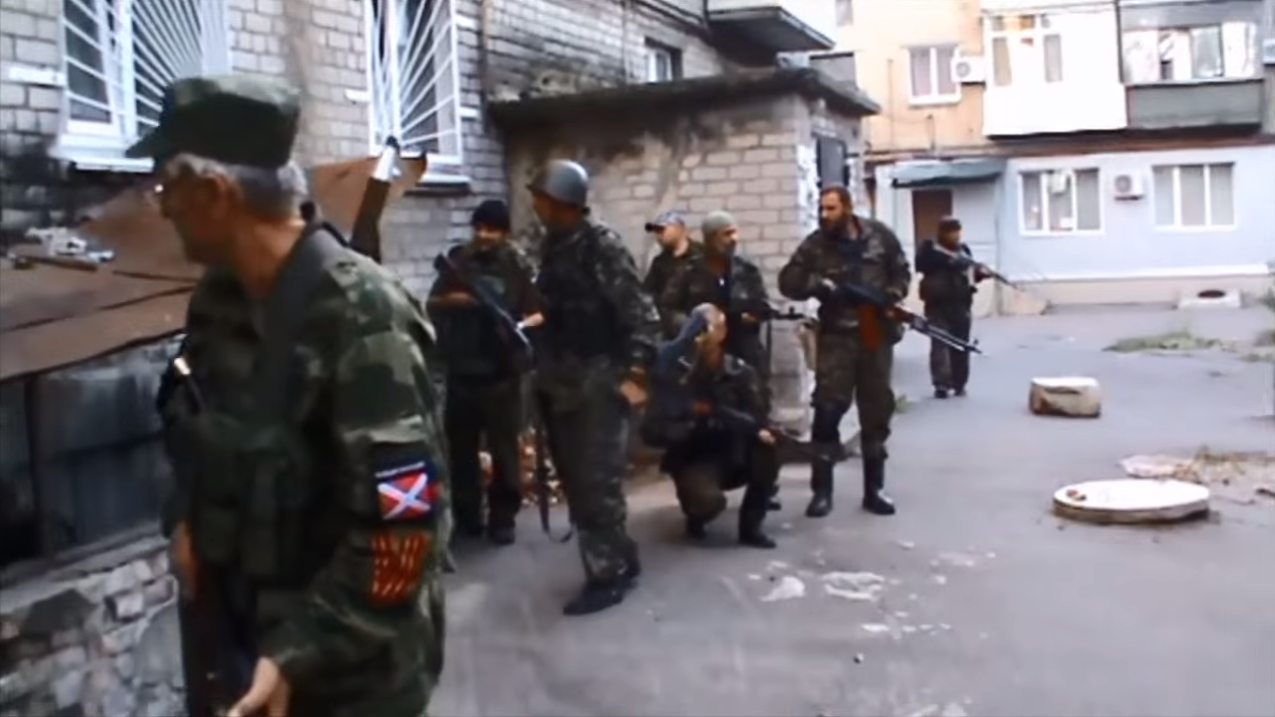
Bataillon Sparta à Ilovaisk parlant à des civils près d'une cave (août 2014)
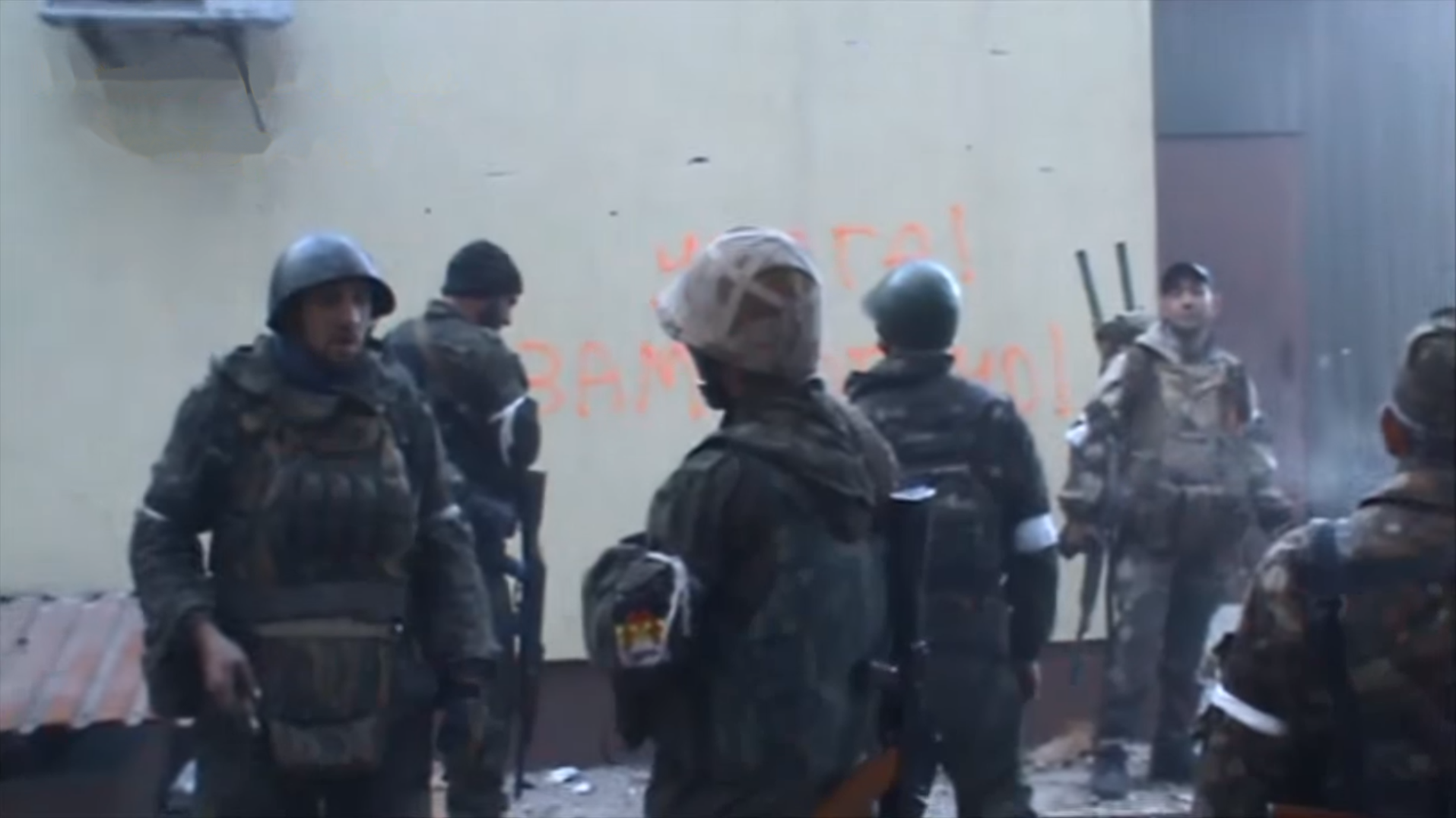
Troupes du bataillon Sparta près de l'aéroport de Donetsk (octobre 2014)
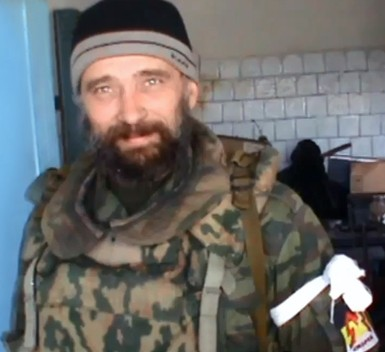
Commandant de compagnie du bataillon Sparta, "Matros", à l'aéroport de Donetsk. Il a mené l'assaut final du DPR sur le nouveau terminal.
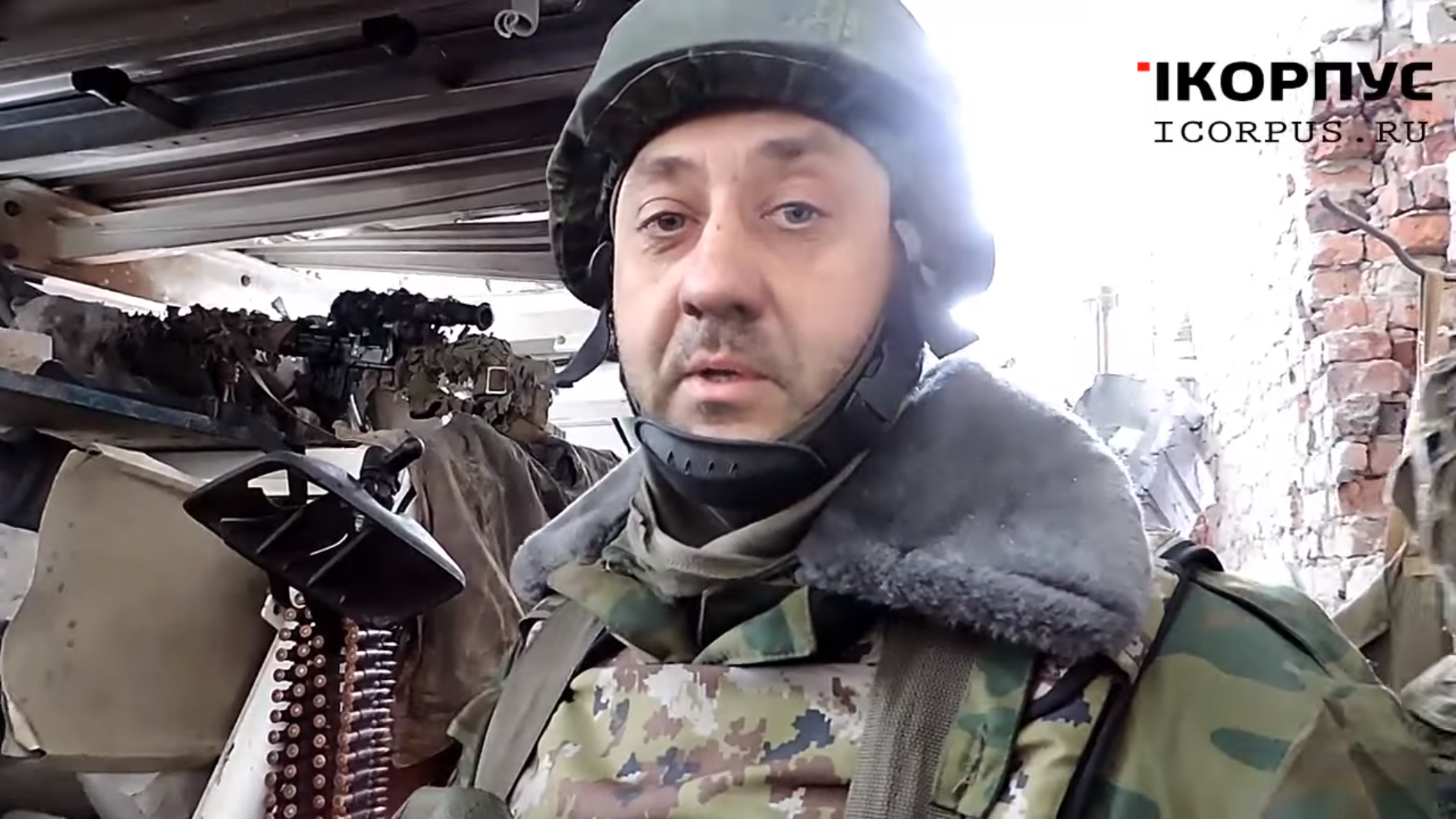
Combattant du bataillon Sparta près de l'ancien terminal de l'aéroport de Donetsk (novembre 2014)
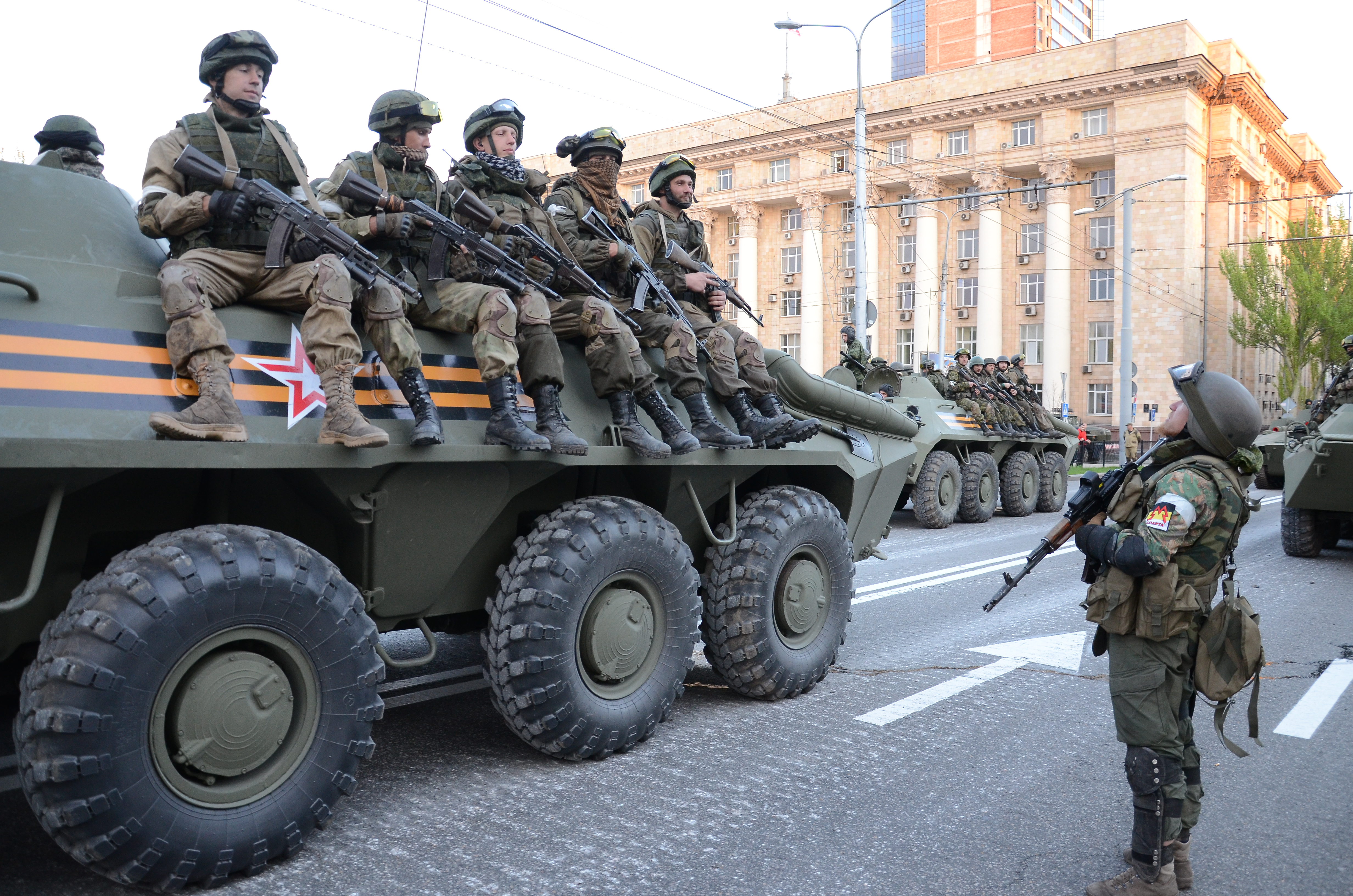
Arsen Pavlov avec ses troupes sur des BTR-70 lors de la répétition du défilé du jour de la victoire de Donetsk 2015
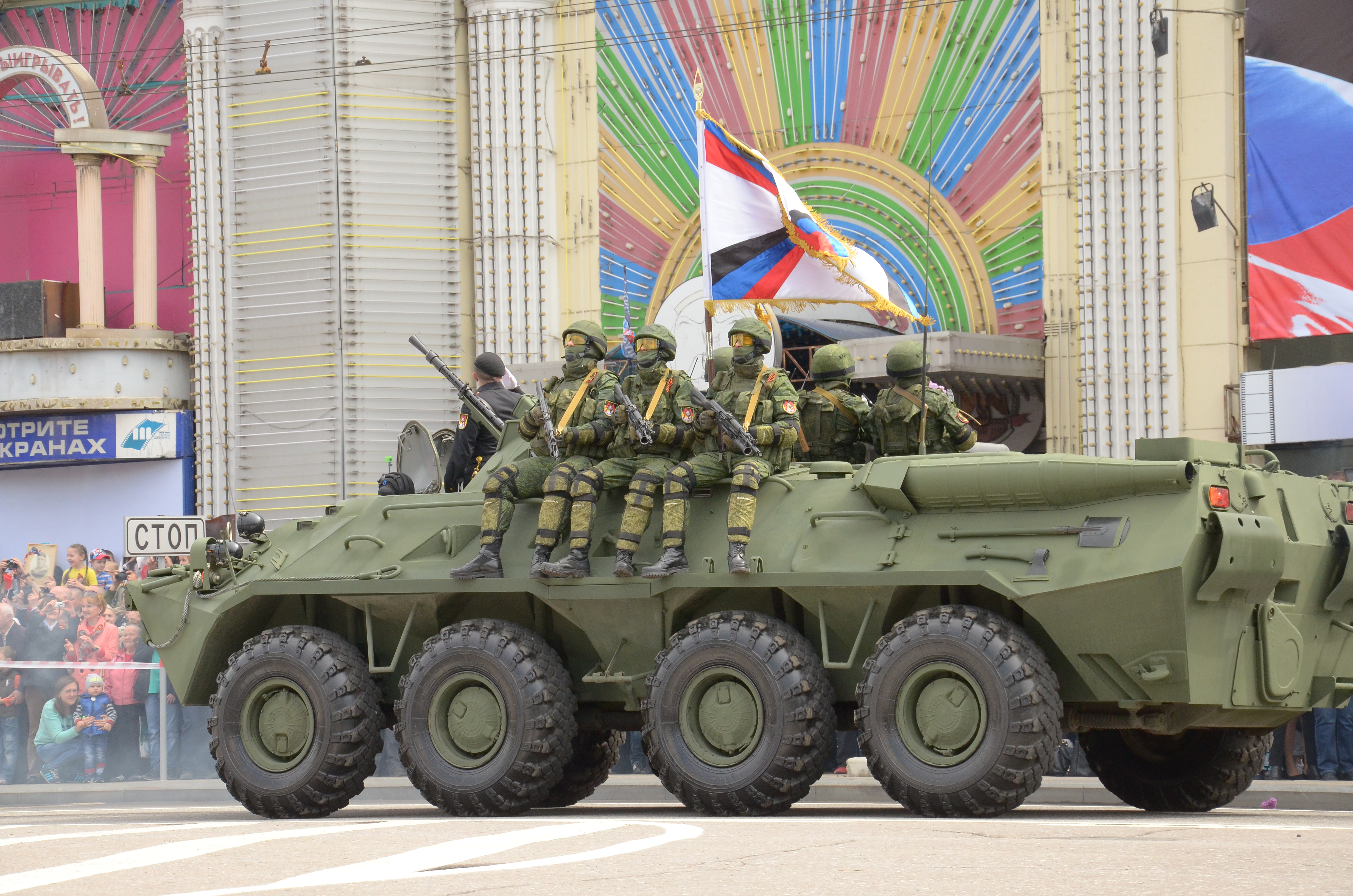
Arsen Pavlov et les troupes du bataillon Sparta sur un BTR-80 lors du défilé du jour de la victoire de Donetsk 2016

## Voir également
- Forces séparatistes de la guerre dans le Donbass
- Brigade Prizrak
- Bataillon Somali
- Régiment Vostock